# Génissac
 Génissac  ist eine französische Gemeinde mit 2.026 Einwohnern (Stand 1. Januar 2022) im Département Gironde in der Region Nouvelle-Aquitaine; sie gehört zum Arrondissement Libourne und zum Kanton Les Coteaux de Dordogne. Im Norden begrenzt die Dordogne die Gemeinde, an der östlichen Gemeindegrenze verläuft ihr Zufluss Canaudonne.

## Bevölkerungsentwicklung
| Jahr      | 1962 | 1968 | 1975 | 1982 | 1990 | 1999 | 2007 | 2017 |
| Einwohner | 1121 | 1018 | 1110 | 1127 | 1153 | 1320 | 1578 | 1948 |

## Sehenswürdigkeiten
- Schloss Génissac
- Kirche Saint-Martin
- Commanderie d’Aveyres
- Kapelle Saint-Nicolas

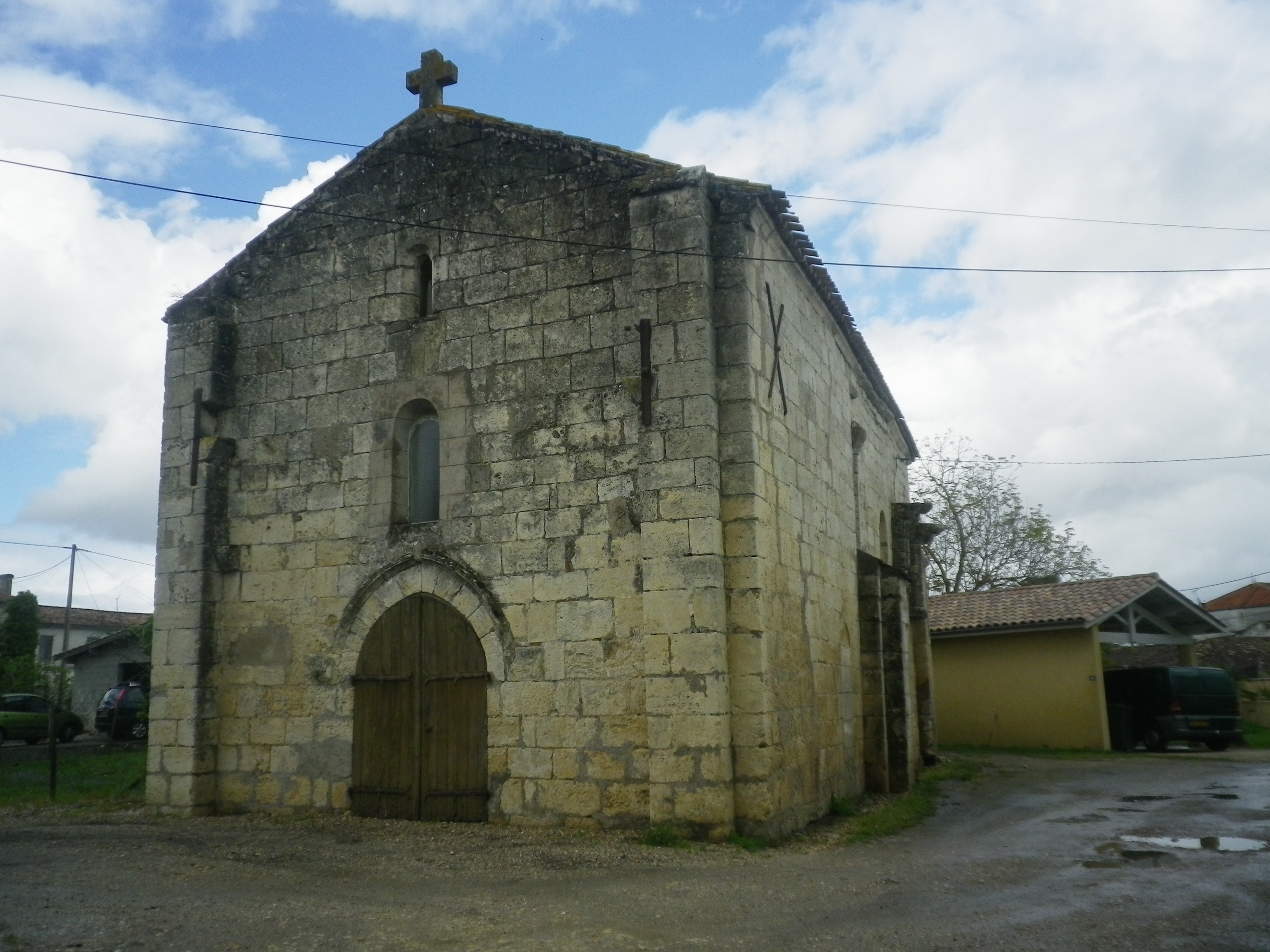
Kapelle Saint-Nicolas

Siehe auch: Liste der Monuments historiques in Génissac